# بورغون
بورغون هو حي يقع قرب الكورنيش بالدارالبيضاء و يعود إلى عهد الحماية الفرنسية، ويسمى بهذا الاسم نسبة لإقليم فرنسي كان يسمى بورغندي في عهد الاستعمار.